# 茶店街道
茶店街道，是中华人民共和国贵州省铜仁市万山区下辖的一个街道办事处。
2011年10月22日，国务院批复同意撤销铜仁地区，设立地级铜仁市，将原县级铜仁市的茶店镇划归新设置的万山区管辖。
2013年5月29日，贵州省人民政府批复同意撤销茶店镇建制，设置茶店街道办事处。

## 行政区划
茶店街道下辖以下地区：
茶店社区、茶店村、梅花村、老屋场村、开天村、鱿鱼铺村和垢溪村。